# Itapuca
Itapuca là một đô thị thuộc bang Rio Grande do Sul, Brasil. Đô thị này có diện tích 184,249 km², dân số năm 2007 là 2454 người, mật độ 13,32 người/km².